# رويضة العرض
رويضة العرض هي مدينة في منطقة نجد غرب مدينة الرياض على بعد حوالي 240 كلم. ويبلغ عدد سكانها حوالي 20 الف نسمه. وتحيط بها بعض السهول والمراعي. وخاصة في فصل الشتاء. وكذلك في أغلب مدة فصل الربيع. ويعتمد كثير من سكانها اقتصادياً على تربية ورعي الإبل والماشية. كما يعتمد بعضهم على النشاط التجاري الناتج عن مرور خط الحجاز السريع من خلال قريتهم. كما تتميز أيضاً بسهول واسعة. وهي قرية حديثة التأسيس خلال القرن الخامس عشر الهجري. ويمر بها يومياً الكثير من المعتمرين القادمين من الرياض ودول الخليج بالسيارة والمتجهين إلى مدينة مكة المكرمة. وكذلك يمر بها القادمون من الشرق باتجاه مدينة الطائف ومدينة جده.

## الموقع الجغرافي
تقع مدينة الرويضة بالعرض في منطقة الرياض على دائرة عرض 23 درجة و 27 دقيقة وخط طول 44 درجة و 45 دقيقة.
موقع الرويضة الجغرافي على الطريق الدولي الرياض مكة السريع وعلى مفترق طرق الرويضة الدوادمي القصيم وطرق فرعية آخرى جنوباً وشمالاً ويوجد بالرويضة جميع أغلب الدوائر الحكومية يقدر عددها فوق ثلاثين دائرة وبالقرب منها صناعية المحافظة تحت الأنشاء وعدد من محاجر الثروة المعدنية يعمل بها حوالي 15 شركة وبها سوق شعبي معروف على مستوى المملكة كما تحوي حوالي 3000 فله سكنية والعديد من البيوت الطينية والشعبية وهناك جهود لتوطين السياحة بالمدينة لما تحوية من معالم سياحية ووتعتبر المدينة من مدن مملكتنا الغالية التي نالها نصيبها من التطور بجهود بلديتها ومازال التوطين في المدينة مستمراً حيث يسكنها الآن من جميع القبائل من جنوب وغرب المملكة وذلك لطيبة أهل المدينة الأساسين السهول حيث أنهم يشتهورن بكرمهم وطيبتهم ومعاملة البعيد معاملة الأخ والقريب بأسلوب فاضل حبب فيهم البعيد قبل القريب. والمدينة مقبلة على نهاضة عمرانية قوية حيث يلتقي الطريق الجديد ( طريق حجاج الخليج ) في الطريق السريع قبل مدخل الرويضة الشرقي بعدة كيلو مترات مما سوف يزيد الطلب على أسترحات الطرق والشقق المفروشة والفنادق والمطاعم والمحلات التجارية مما سوف يرفع الحركة الأقتصادية بها ويزيد من الأستثمار التجاري.

## الوضع الإقليمي
تقع مدينة الرويضة بالعرض على طريق الرياض الحجاز السريع وتبعد عن مدينة الرياض حوالي 240 كم غربا. ( كما أنها ترتبط بطريق الحجاز القديم المؤدي إلى منطقة القصيم هذا من جهة الشمال أما من جهة الجنوب فترتبط بوادي الدواسر بطريق ترابي يمر بكثير من القرى والهجر، كما أنها نقطة الارتكاز من الناحية المساحية للمملكة تقع بالقرب من مدينة الرويضة وبالتحديد على بعد 5 كم شمال مدينة الرويضة.وعدد القرى التابعة لها إداريا : ( 75 مركز وقرية ).

## جغرافية المدينة
مدينة الرويضة عبارة عن سهل منبسط تحيط به الجبال ذات الصخور النارية والمتحولة من الشمال الشرقي والجنوب الغربي كما تنتشر بها الأودية الكبيرة الغنية بالأشجار الكثيفة ومنها أبا الجرفان، المركوز , أبو ثمام، أبا العبلان، الدمثة, بالإضافة إلى العديد من المنتزهات البرية مثل مغارات جبال الفيحا، خرص , طحي مدقة، قهيدان الصلغاء الخضر.

## تاريخ رويضة العرض
الرويضة (رويضة العرض) أقدم حاضرة في عالية نجد، حظيت بزيارات متكررة من حكام الدولة السعودية الثانية والحالية ومنها نزول الإمام عبد الله بن فيصل في الرويضة في سنة 1288هـ في الرويضة كما ذكر ذلك المؤرخ الزركلي في كتابه واستقبله أهل الرويضة وأكرموه، ولا يزال الغار الذي نزل فيه معروفا باسمه إلى الوقت الحاضر في هضبة قهيدان، وبهذه المناسبة قال فيه الشاعر عبد الله بن مانع آل سيف الظهيري السهلي وكان من المقربين للإمام عبد الله ورافقه حتى مات :
أضرب بحد السيف واكسر جفيره.... لعيون زرعا يوم الأرياق يباس
يابن رويشد هبت المستثيرة...... وجونا مع البيدا على كل عرماس
نتبع إمام ما يوصف بغيره...... سيف إلى منه هوى يقطع الرأس
يالله عساها للمعازيب خيره...... في الشرق والقبلة معزة ونوماس
ثم تتالت بعد ها الزيارات منها زيارة الملك عبد العزيز 1324هجري
وصاحب السمو سلمان أبن عبد العزيز عندما كان أميراً للرياض
وهي بلدة تاريخية لها إسهامات ووثائق رسمية تثبت وجودها وقدمها وما حولها من المراكز والقرى والهجر حديثة أسست بعد توحيد المملكة على الأراضي التابعة للرويضة، فقدأنشئت ضمن مشروع وطني سمح فيه أهل الرويضة ضمن غيرهم من قري الحاضر بمنح جزء من أراضيهم لبعض البادية للنزول والاستقرار بطلب من الملك عبد العزيز.
الرويضة كما ذكرها ابن بسام في تحفة المشتاق كانت منزولة قبل 902هجري وهناك واقعة في هذا التاريخ تحفظ وجود السهول بالرويضة.
وفي عام 1199 هجري ذكر ابن غنام في تاريخة ضمن أحداث تلك السنة مبايعة أهل الرويضة للدولة السعودية الأولى ولجوء إحدى القبائل إليهم، وجاء في كتاب تنظيمات الدولة السعودية الأولى لمؤلفه البروفيسور محمد الشعفي صفحة 129 و 130 القرى المتحضرة في عالية نجد التي كانت موجودة ويسكنها أهلها آنذاك وكانت تمد الدولة بالمقاتلين وهي: القويعية ومنها 350 مقاتل الرويضة 150 مقاتلا للدوادمي 140 مقاتل الشعراء ومنها 80 مقاتل.
جاء في كتاب ابن جنيدل وابن بليهد حدود الرويضة شمالاً الدوادمي وصبحاء جنوباً والجلة شرقاً والخاصرة غرباً وقام مهنا بن وسيعة عام 1123 هجري ببيع القويعية لمحمد بن علي الضعيف في حدث تاريخي يشير إلي أن أهل المنطقة أهل قيم وتعارفوا على الأخلاق الشرعية والمباديء بعيداً عن النهب والسلب والدروشة والهمجية وقد نشرت المبايعة في الوثيقة في كتاب (عالية نجد) للشيخ الجنيدل وفي جريدة الجزيرة بتاريخ 1434\5\13 هجري.
| العاصمة               | رويضة العرض ـ (نجد) |
| الديانة               | الإسلام |
| اللغة الرسمية         | العربية |
| نظام الإمارة          | متوارث |
| أشهر الأمراء          | عون بن محمد الظهيري السهلي. ناصر بن عون بن محمدالظهيري السهلي. علي بن ناصر بن عون الظهيري السهلي. وهق بن علي بن ناصر الظهيري السهلي (وهو من بايع الملك عبد العزيز بن عبد الرحمن آل سعود. سيف بن وهق بن علي الظهيري السهلي علي بن وهق بن علي الظهيري السهلي عبد الله بن علي بن وهق الظهيري السهلي وهق بن عبد الله بن علي بن وهق الظهيري السهلي جلعود بن حمود المحيميدي السهلي |
| سنة التأسيس           | قبل 902 |
| الإمارة بأقصى اتساعها | رويضة العرض |

## المناخ
مناخ مدينة الرويضة صحراوي تبلغ درجة الحرارة العظمى 40 درجة مئوية والمتوسطة 33 درجة مئوية ويبلغ معدل هطول الأمطار 30 ملم ويصل معدل الرطوبة إلى 13 %.
وهي المنطقة الوحيدة المرتفعة على خط الحجاز.

## من معالم مدينة الرويضة
جبل زعابة حيث يبلغ ارتفاعه 200 م وبه غار تبلغ مساحته 500 م ويقع على ارتفاع 100 م.كما يشتهر في مدينة الرويضة سوق الخميس والسبت من كل أسبوع حيث يشهدان نشاطا تجاريا مكثفا

## رئيس مركز مدينة الرويضة
وهق ابن عبد الله بن علي بن وهق الظهيري السهلي